# シウダー・デル・エステ
シウダ・デル・エステ（Ciudad del Este）は、パラグアイ東部にある都市。ブラジルの国境に近く、パラナ川の右岸に位置する。人口22万3350人。

## 歴史
- 1957年 建設。
- 1970年代～80年代 首都アスンシオンに次ぐ大都市へと成長する。
- 1982年 イタイプダム完成。

## 交通
- アスンシオン、ブラジル東部とは幹線道路で結ばれている。また、ブラジル側のフォス・ド・イグアスと、アルゼンチン側のプエルト・イグアスとは路線バスで結ばれている。